# Delve
Delve este o comună din landul Schleswig-Holstein, Germania.

Delve
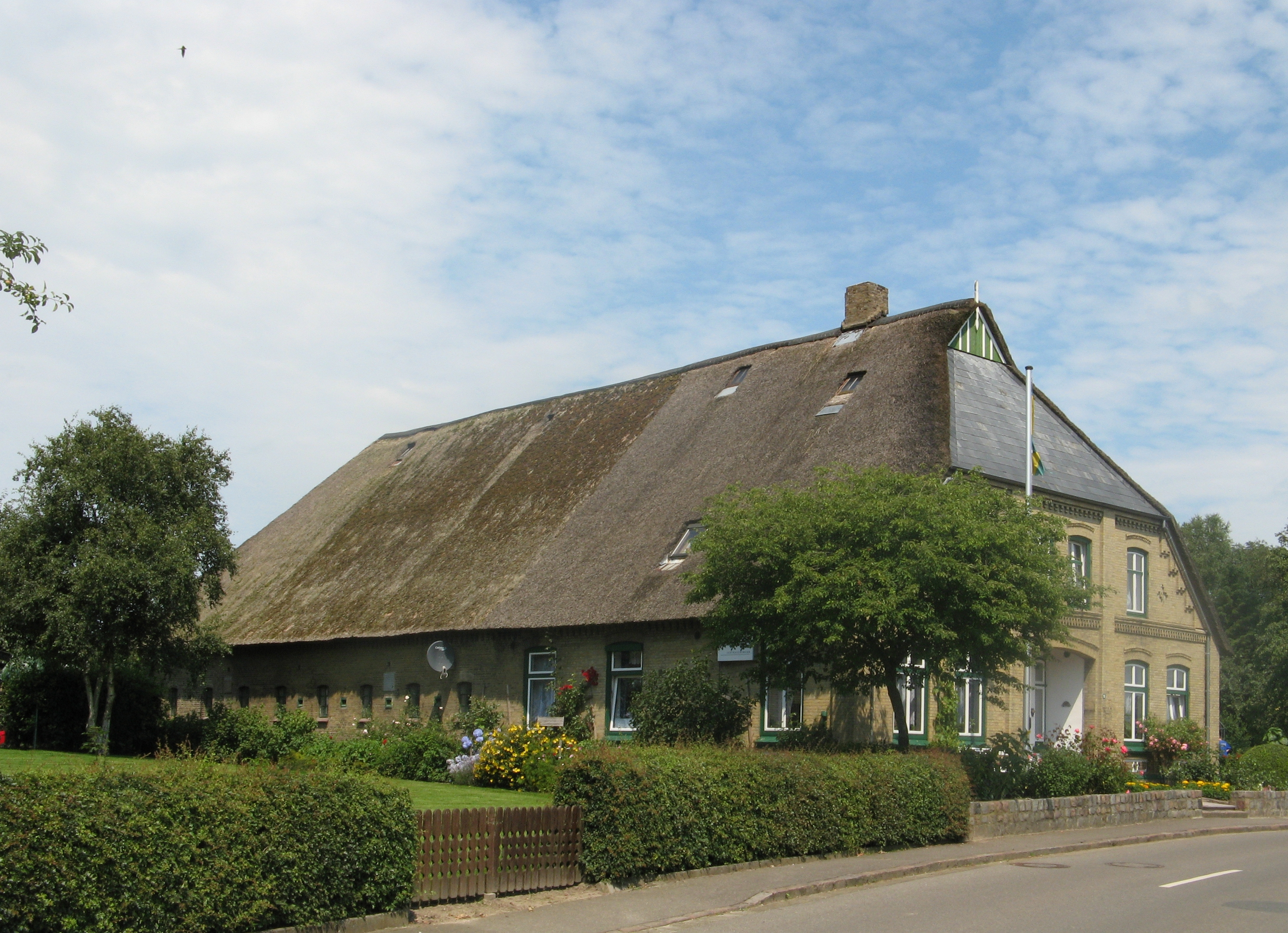
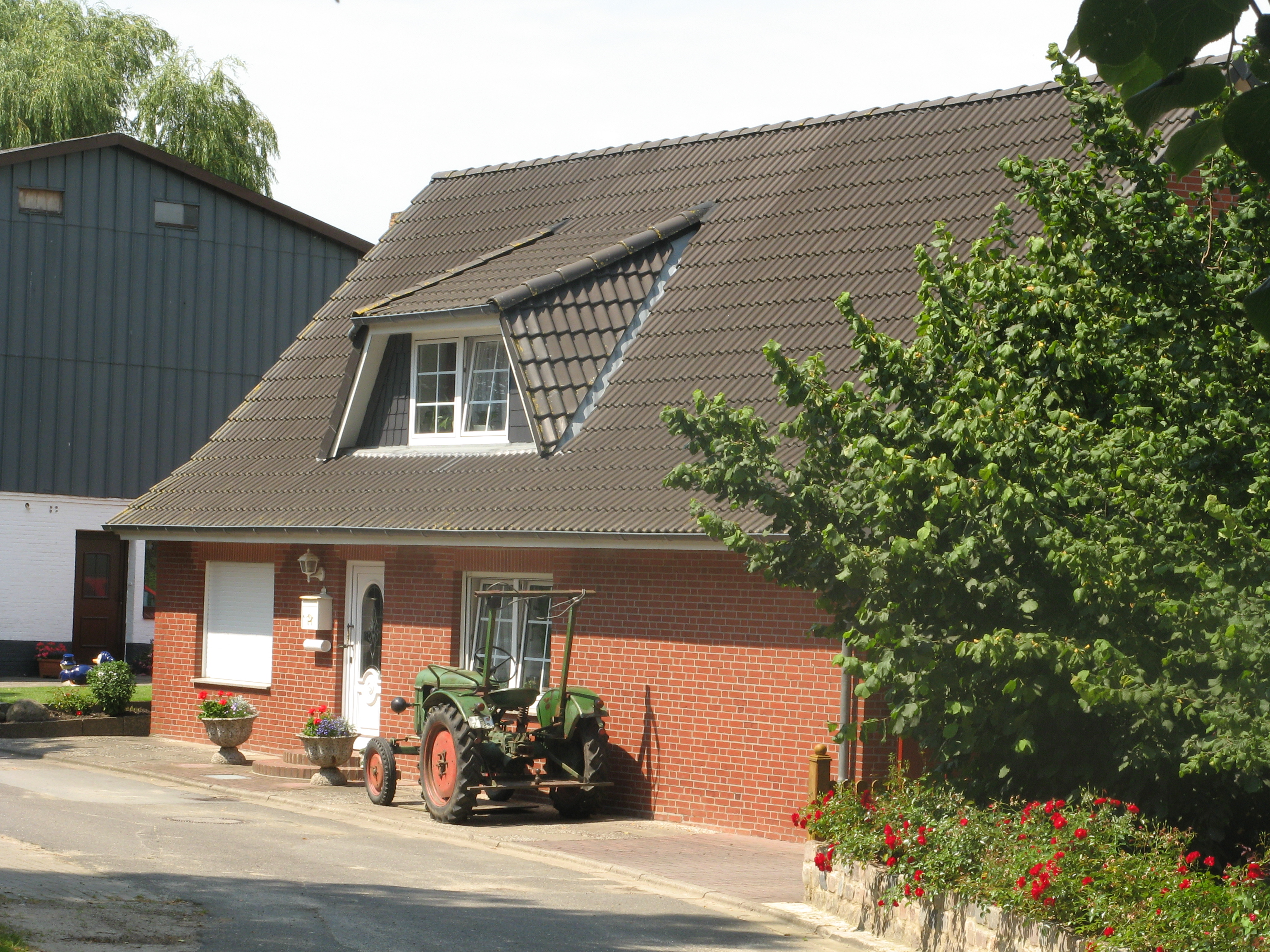
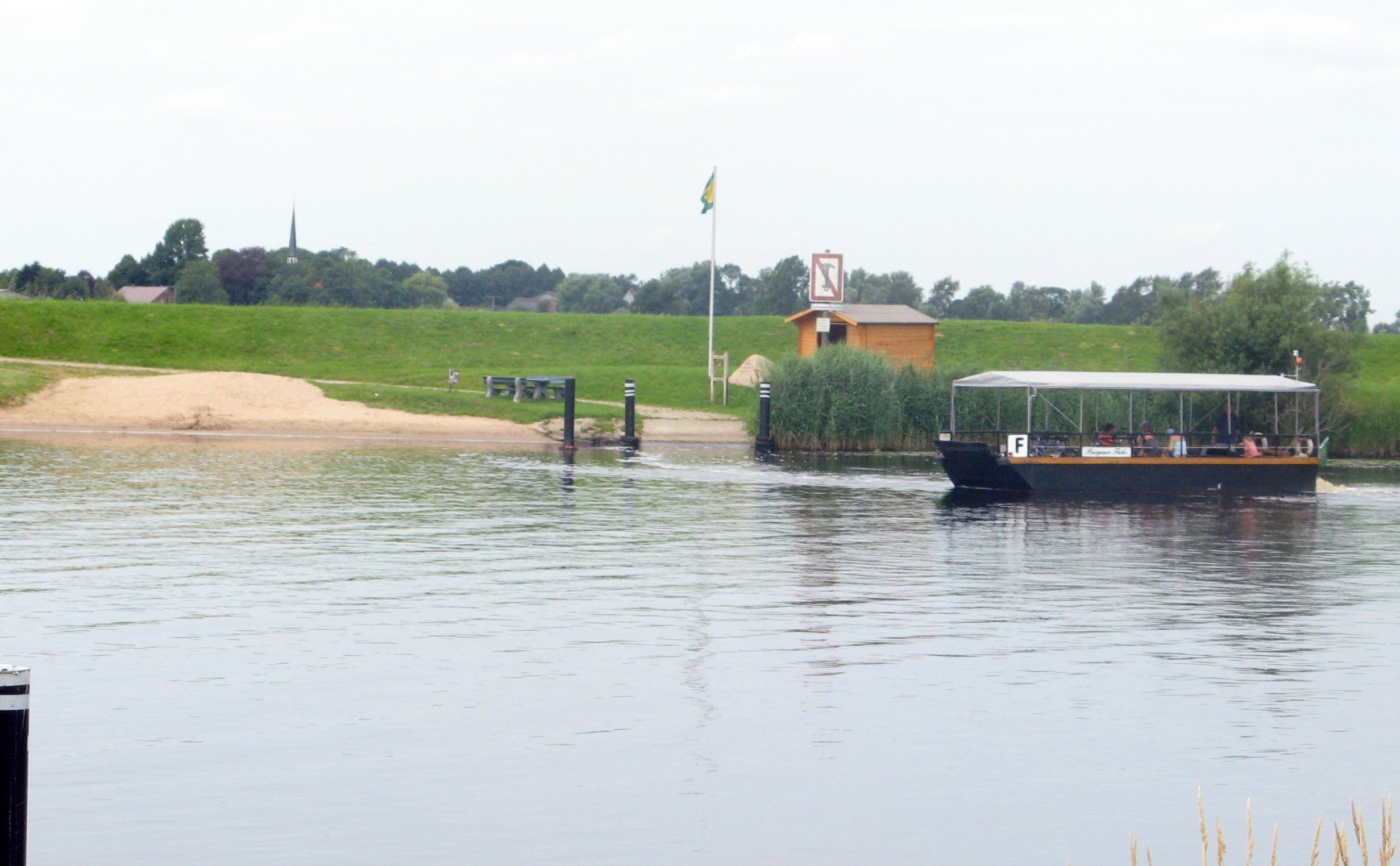
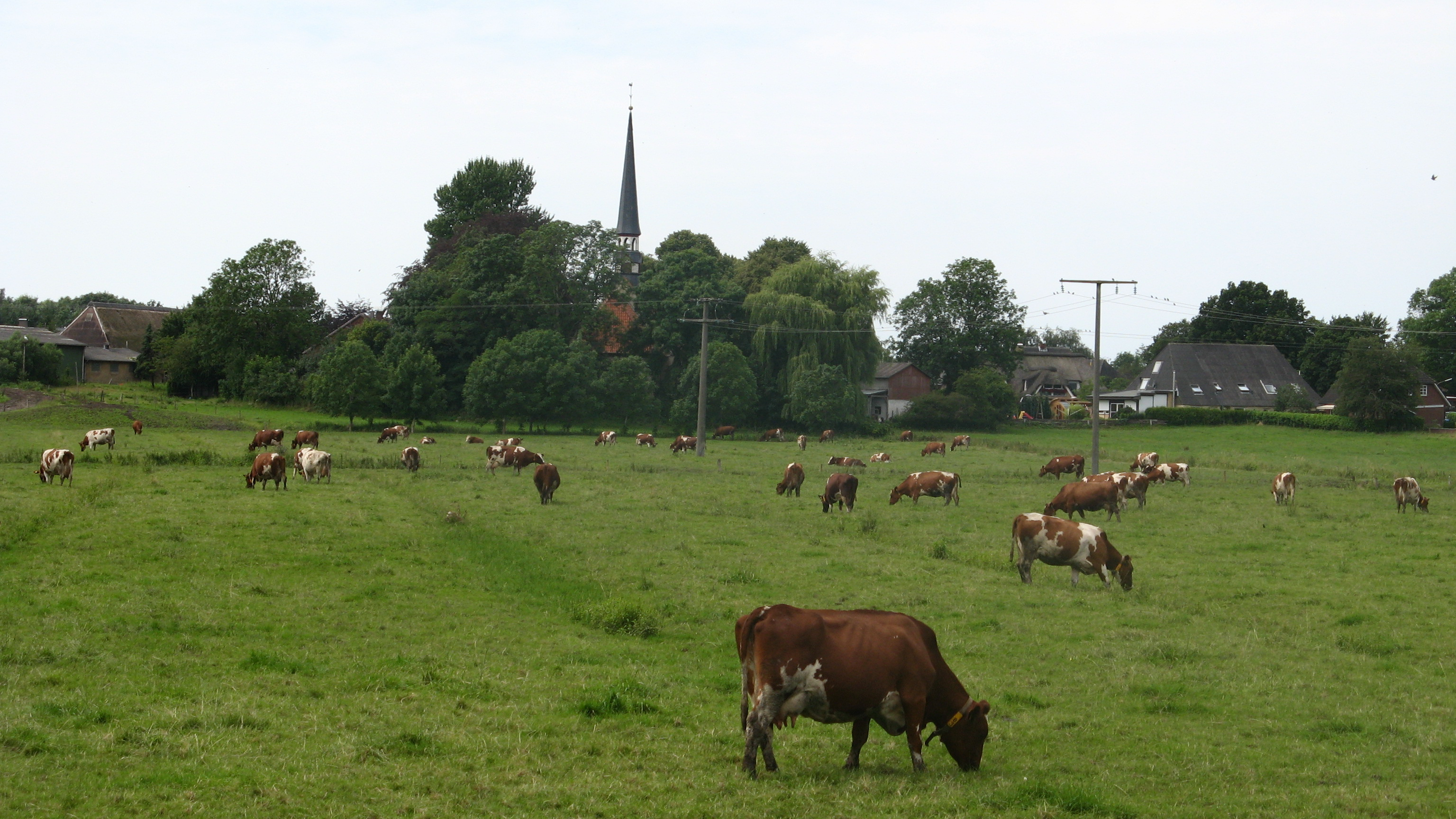